# Нанцева къща
Нанцевата къща (на гръцки: Οικία Νάντσιου) е неокласическа къща в град Костур, Гърция.
Къщата е разположена на улица „Христопулос“ № 59 в северната традицонна махала на града Позери (Апозари), близо до езерото. Името си получава по собственика си Христос Нанциос. Има двор от южната страна на сградата. Построена е в 1926 - 1930 година от известния архитект калфа Константинос Вафиадис.